# Weißendorf
Weißendorf település Németországban, azon belül Türingiában. Lakosainak száma 330 fő (2023. december 31.).

## Népesség
A település népességének változása:
| Lakosok száma | 314  | 312  | 333  | 326  | 330  |
|               | 2017 | 2019 | 2021 | 2022 | 2023 |